# Theotonius (Heiliger)

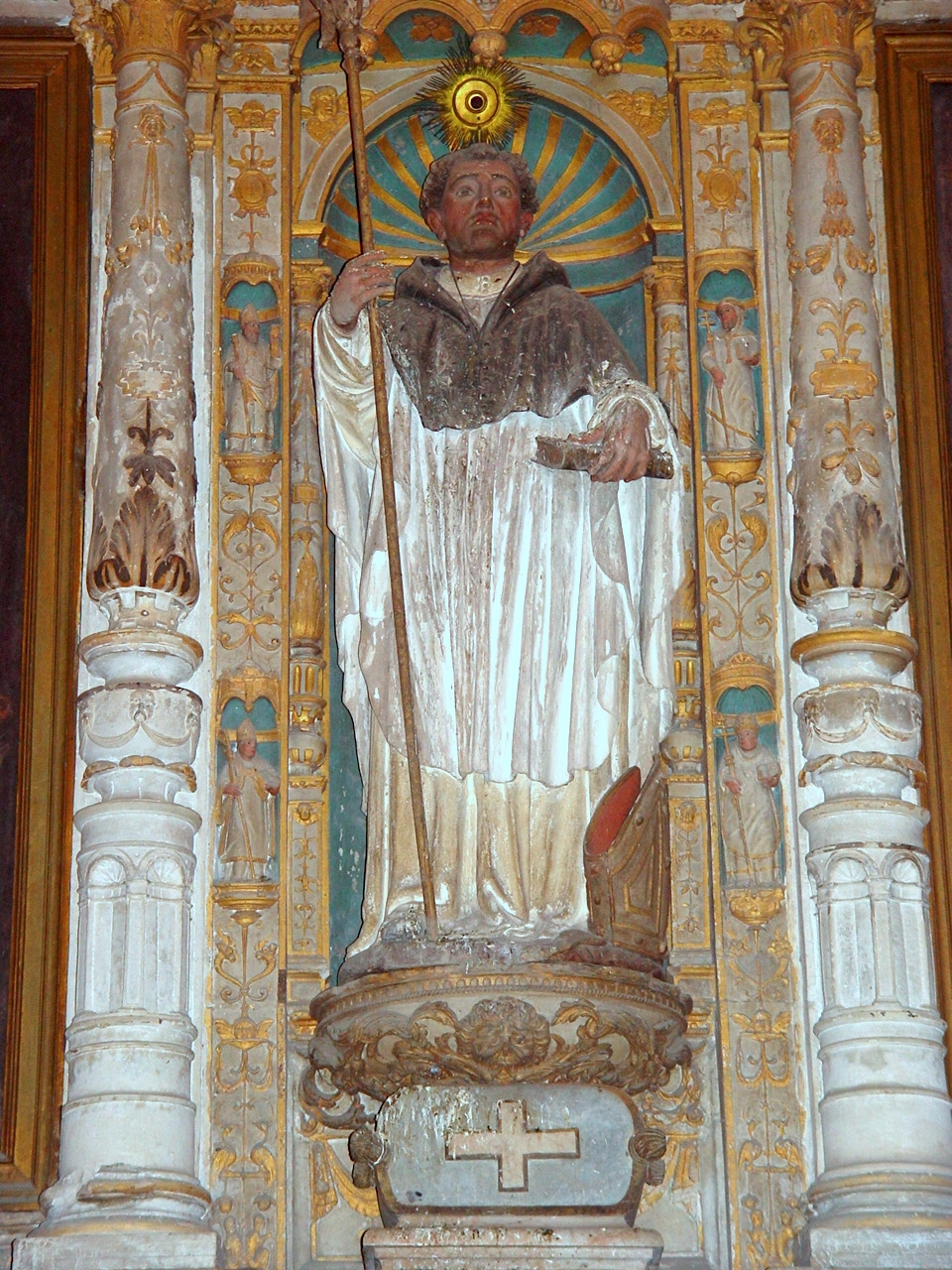
Statue des hl. Theotonius im Kloster Santa Cruz in Coimbra

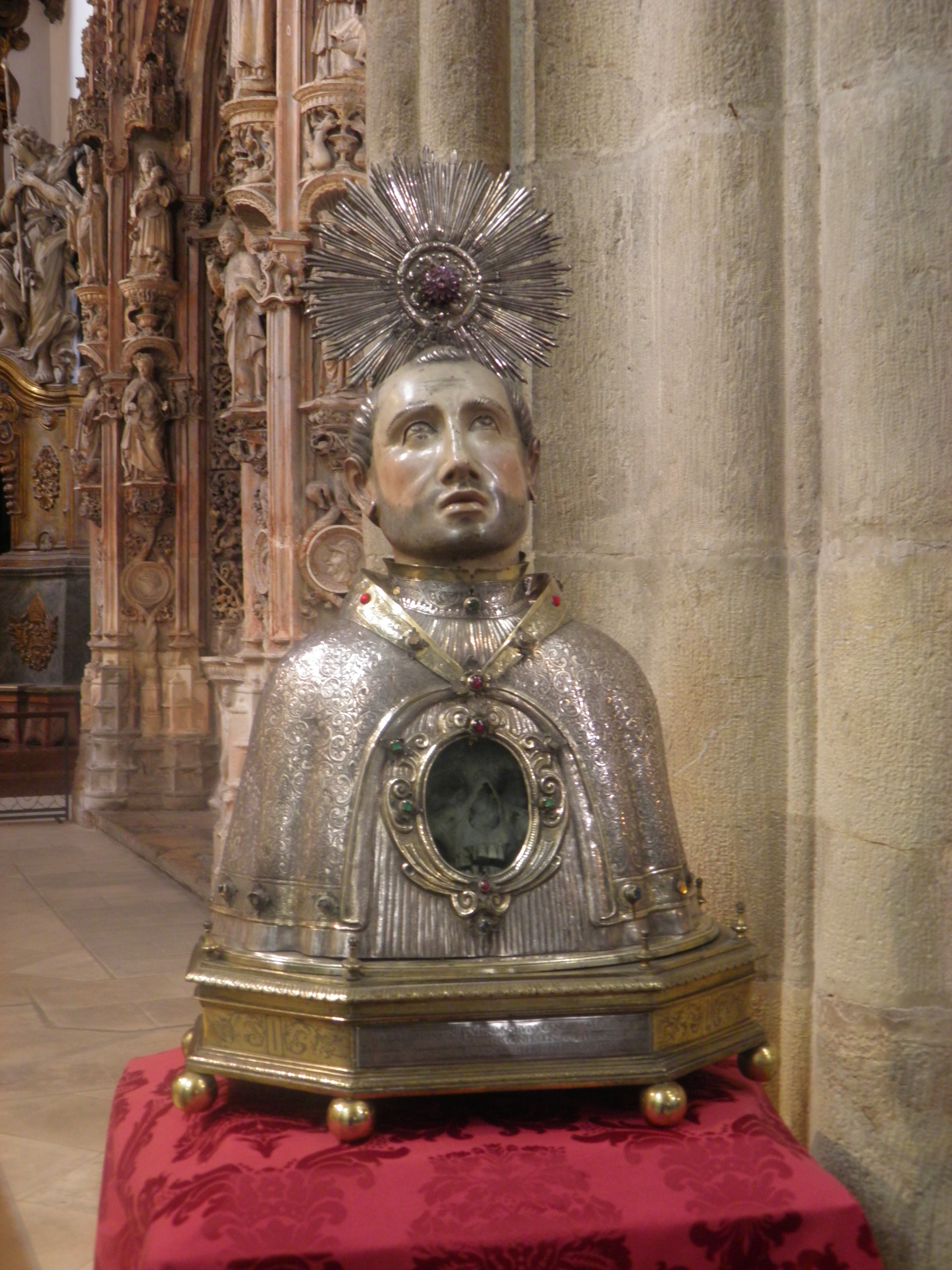
Schädel-Reliquie des hl. Theotonius im Kloster Santa Cruz in Coimbra

Der Heilige Theotonius (portugiesisch São Teotónio; * 1082 in Ganfei, Portugal; † 18. Februar 1162 in Coimbra) gilt in der römisch-katholischen Kirche als der erste Heilige von Portugal. Er war sowohl Ratgeber des Königs Alfons I., als auch einer der Mitbegründer des Regularkanonikerstiftes Santa Cruz in Coimbra und zugleich dessen erster Prior (von 1134 bis 1162). Am 18. Februar 1163 wurde er auf einem Provinzialkonzil in Coimbra heiliggesprochen. Papst Alexander III. bestätigte seinen Kult für Portugal.

## Leben

### Frühes Leben und Bildung
Theotonius wurde um das Jahr 1082 in Ganfei (Nordportugal) in eine wohlhabende und fromme Familie geboren. Sein Vater war Oveco Mogueimes und seine Mutter trug den Namen Eugénia. Sein Onkel Crescónio, Abt des Benediktinerklosters bei Tuy, war sein erster Lehrer. Als Crescénio 1092 Bischof von Coimbra wurde, nahm er den zehnjährigen Theotonius mit und vertraute seine Weiterbildung der Obhut eines jungen Seminaristen an, Tello, der später zusammen mit ihm einer der Hauptbegründer des Klosters Santa Cruz sein sollte.
Nach dem Tod von Bischof Crescónio im Jahr 1098 ging Theotonius nach Viseu, um dort seine Ausbildung abzuschließen. Dort entschied er sich auch für die kirchliche Laufbahn. Spätestens im Jahr 1109 wurde er zum Priester geweiht.

### Priestertum und Pilgerreisen
In Viseu widmete sich Theotonius für einige Zeit der Seelsorge. Im Jahr 1112 nahm der junge Priester auf Wunsch des Volkes von Viseu und des Bischofs von Coimbra das Amt des Priors des Domkapitels von Viseu an, was der leitenden Position in dieser vakanten Diözese entsprach. Im Bemühen, vor solchen Ehren zu fliehen, legte Theotonius sein Amt nieder und begab sich um das Jahr 1121 auf seine erste Pilgerreise ins Heilige Land. Nach seiner Rückkehr nach Portugal nahm er seine Arbeit als Priester und Kapitelmitglied in Viseu wieder auf, weigerte sich aber, das Amt des Priors wieder zu übernehmen. Sein priesterliches Leben zeichnete sich, nach Meinung der ältesten Biografie, aus durch eine große Liebe zur Mutter Gottes und durch Großzügigkeit gegenüber den Armen. Um das Jahr 1130 trat er wiederum, dieses Mal zusammen mit einer großen Gruppe, eine Pilgerreise ins Heilige Land an. Ein genaues Datum lässt sich anhand der Biographie jedoch nicht mehr rekonstruieren. Die Pilgerreisen hinterließen bei Theotonius tiefe Spuren. Er erlebte die Geheimnisse des Lebens Jesu von seiner Geburt bis zu Seiner Passion, seinem Tod und seiner Auferstehung und besuchte die wichtigsten heiligen Stätten. Während seines Aufenthaltes, vor allem auf Golgota, meditierte und betete er viel. Seine große Hingabe im Bezug auf das Leiden Christi hatte später einen großen Einfluss auf die Gemeinschaft des Klosters Santa Cruz. Während seines Aufenthaltes in Jerusalem wohnte er bei der Gemeinschaft der Regularkanoniker des Heiligen Grabes und wurde von ihnen eingeladen, ihrer Gemeinschaft beizutreten.

### Gründung des Ordens der Regularkanoniker vom Heiligen Kreuz
Nach seiner Rückkehr nach Portugal ging Theotonius zuerst nach Coimbra, wo er seinen ehemaligen Lehrer, den Erzdiakon Tello, traf. Tello hatte zehn weitere Männer mit der Absicht versammelt, ein neues Kloster zu gründen. Nach anfänglichem Zögern gab Theotonius der Bitte nach und schloss sich den Männern an, um die Zahl der "zwölf Apostel" der Neugründung zu vervollständigen. Unter den anfänglichen 12 Gründungsmitgliedern waren namhafte und einflussreiche Persönlichkeiten der damaligen Kirche, wie zum Beispiel Dom João Peculiar, Dom Paio, Dom Honório und Dom Sesnando. Theotonius sollte die weiteren dreißig Jahre seines Lebens, bis zu seinem Tod, im Kloster Santa Cruz in Coimbra verbringen.
Der Grundstein des Klosters Santa Cruz wurde am 28. Juni 1131 gelegt. Die Arbeit ging schnell voran und wurde vom König, dem Bischof von Coimbra und den angesehensten Familien der Stadt unterstützt. Am 24. Februar 1132 gab der Bischof im Beisein des Königs und einer großen Menschenmenge der neuen Klostergemeinschaft die Regel des heiligen Augustinus als Grundlage ihres gottgeweihten Lebens. Sie waren nun insgesamt 72, denn sechzig Kandidaten hatten sich seitdem den ursprünglichen zwölf Gründern angeschlossen. Am selben Tag fand das Kapitel zur Wahl des Priors statt, wobei Theotonius in dieses Amt eingesetzt wurde. In seiner Demut nahm er jedoch weder den Titel des Abtes noch die dem Amt eigenen Insignien an. So wird er bis heute nicht mit der Mitra auf seinem Haupt, sondern zu seinen Füßen dargestellt. Theotonius wurde der maßgebliche spirituelle Leiter der Klostergemeinschaft in Santa Cruz.
Nach Angaben der ersten Biographie soll Theotonius ein besonders vorbildliches Leben geführt haben: Eine starke Bindung der Nächstenliebe vereinte Theotonius mit den Brüdern. Wie der gute Hirte behandelte er seine Herde mit Freundlichkeit, Ehre und Respekt. Er regierte ohne Stolz und korrigierte mit Mäßigung, väterlicher Zuneigung und gutem Urteilsvermögen. Innerhalb des Klosters gründete er ein Hospiz zur Aufnahme von Pilgern und Kranken, denen er selbst zusammen mit den anderen Brüdern diente.

### Tod und Heiligsprechung
Als Theotonius zwanzig Jahre lang Prior des Klosters Santa Cruz gewesen war, begannen seine Kräfte zu schwinden. So legte er das Amt des Priors nieder, woraufhin sein Neffe Johannes Theotonius zu seinem Nachfolger gewählt wurde. In der folgenden Zeit intensivierte er den Briefwechsel mit dem Hl. Bernhard von Clairvaux, mit dem er eine Freundschaft unterhielt. Theotonius starb am 18. Februar 1162, achtzig Jahre alt.
Theotonius wurde vom Volk in so großer Verehrung gehalten, dass viele zu seiner Heiligsprechung drängten. Der Prozess war einer der schnellsten in der Geschichte der Kirche. Am ersten Jahrestag seines Todes, dem 18. Februar 1163, wurde er vom Provinzrat der portugiesischen Bischöfe in Coimbra heiliggesprochen. Die Heiligsprechung wurde daraufhin von Papst Alexander III. genehmigt und bestätigt.

## Religiöse und politische Bedeutung

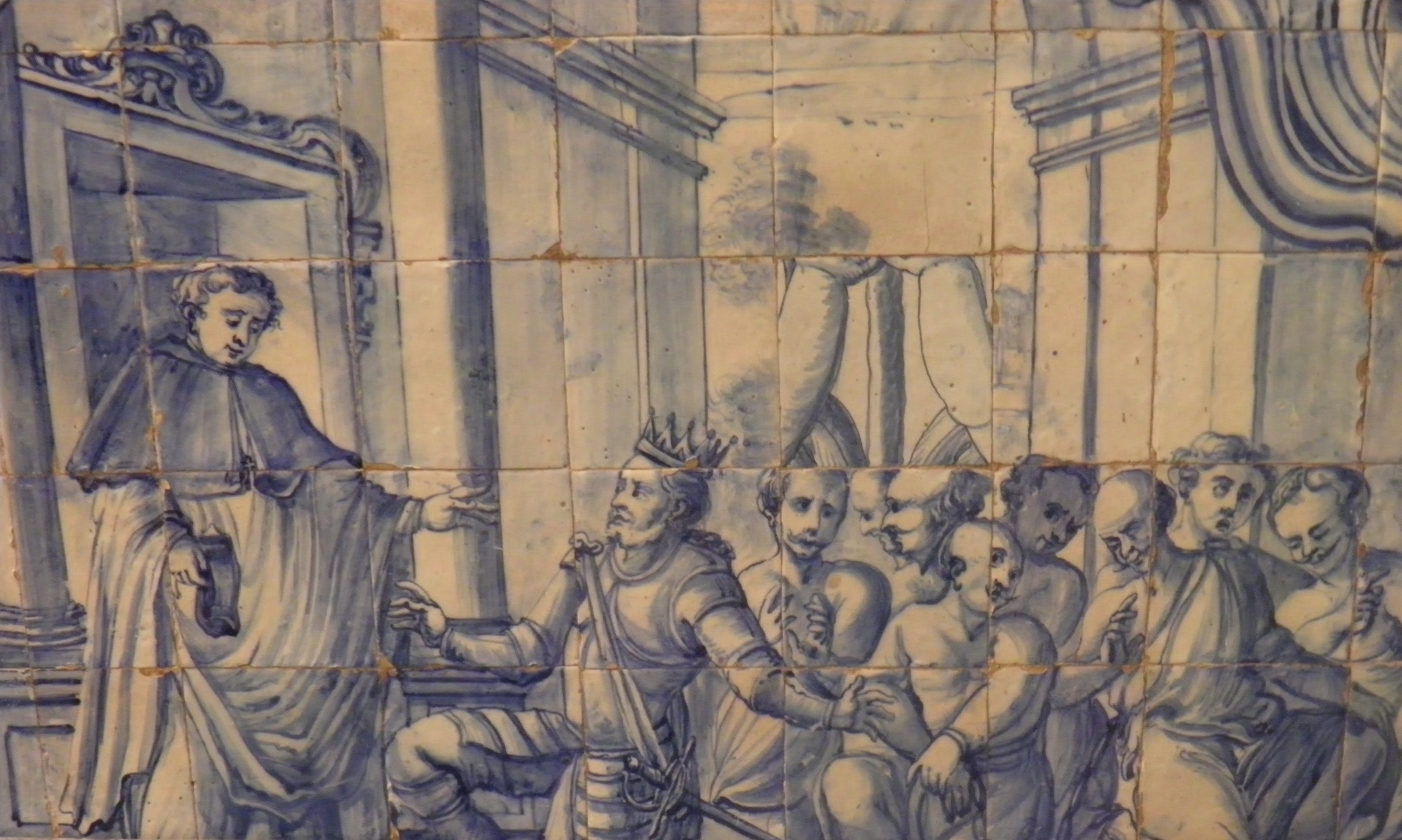
Theotonius weist den König zurecht

In der Zeit nach der Gründung des Klosters Santa Cruz eroberte der erste König von Portugal, Alfons I., das Gebiet Portugals militärisch von den Mauren zurück. Der Orden vom Heiligen Kreuz wurde mit der Aufgabe betraut, die Gebiete von neuem zu christianisieren. Um diese Aufgabe zu erfüllen, erhielt der Orden Kirchen und Grundstücke zur Errichtung von Klöstern. Der Heilige Theotonius sandte Gruppen von Kanonikern, um zum Volk zu predigen und es zu unterweisen.
Alfons I. wurde Mitglied des Dritten Ordens von Santa Cruz und erhielt öffentlich den Leinenchorrock der Regularkanoniker aus den Händen von Theotonius. Der König wählte ihn als seinen Beichtvater und geistlichen Leiter und vertraute ihm alle schwierigen Bemühungen an, die er unternahm. Theotonius seinerseits erwiderte dieses Vertrauen des Königs und sorgte sich um seine Belange.
Dennoch blieben Spannungen nicht aus. Theotonius war nicht blind für die Fehler des Königs und korrigierte ihn. Als Alfonso die Stadt Sevilla eroberte, nahmen seine Soldaten auch eine Gruppe von über 1000 Christen gefangen, die unter den Muslimen wohnten. Nach den Regeln des Krieges nahm Alfonso sie als Sklaven. Das veranlasste Theotonius zu scharfer Kritik. Seiner Forderung zur Freilassung der Kriegsgefangenen kam der König nach und erlaubte es, dass sie sich in der Nähe des Klosters in Coimbra niederließen.
Noch heute wird Theotonius als Patron der Stadt und Diözese von Viseu verehrt. Auch die Stadt Valença sieht ihn als ihren Patron an. Die Diözesen Coimbra und Viana do Castelo erwählten ihn zu ihrem zweiten Patron.

## Darstellung

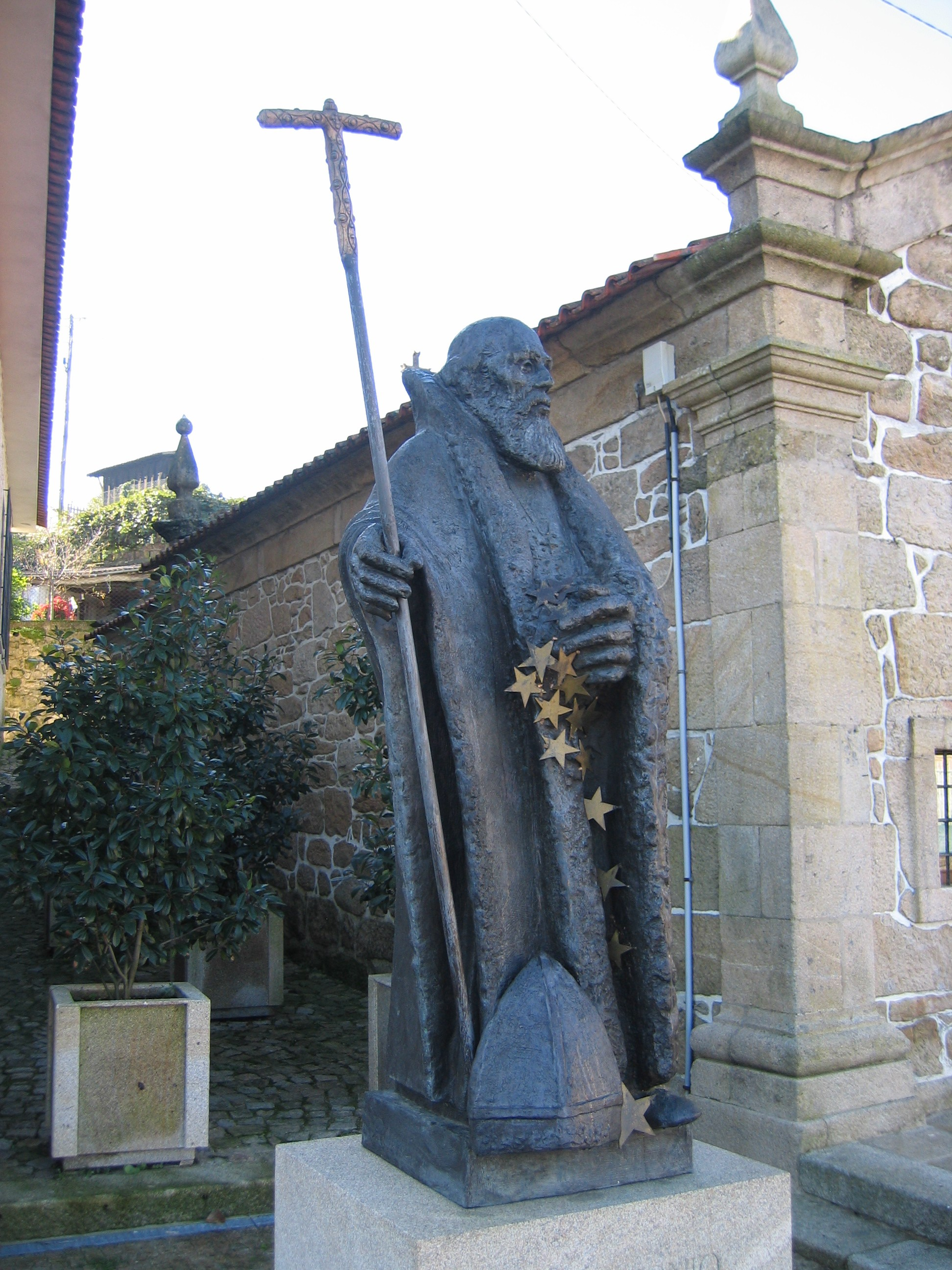
Statue des Heiligen Theotonius in Ganfei

Attribute des heiligen Theotonius sind: Hirtenstab (entweder in der klassischen Form oder historisch korrekter in der Form der Crossa), Mitra zu seinen Füßen, Buch (die Regel des Klosters Santa Cruz symbolisierend), Sterne (Kurz vor seinem Tod erschien, nach dem Bericht seines ersten Biografen, ein großer Kreis von Sternen, der das Kloster füllte, und die Strahlen der Sterne fielen, zur Bewunderung aller, um ihn herum).

## Crossa des Heiligen Theotonius
Der Hirtenstab in Form einer Crossa, den Theotonius gebrauchte, zählt zu den Kulturgütern Portugals. Er ist im Nationalmuseum Machado de Castro in Coimbra ausgestellt.